# Gebr. Künzli Zürich
Die Kaufleute Anton Künzli (1847–1919) und Josef Künzli (1851–1929) führten ab 1892 als Gebr. Künzli in Zürich einen Kunst- und Ansichtskartenverlag.

## Unternehmen

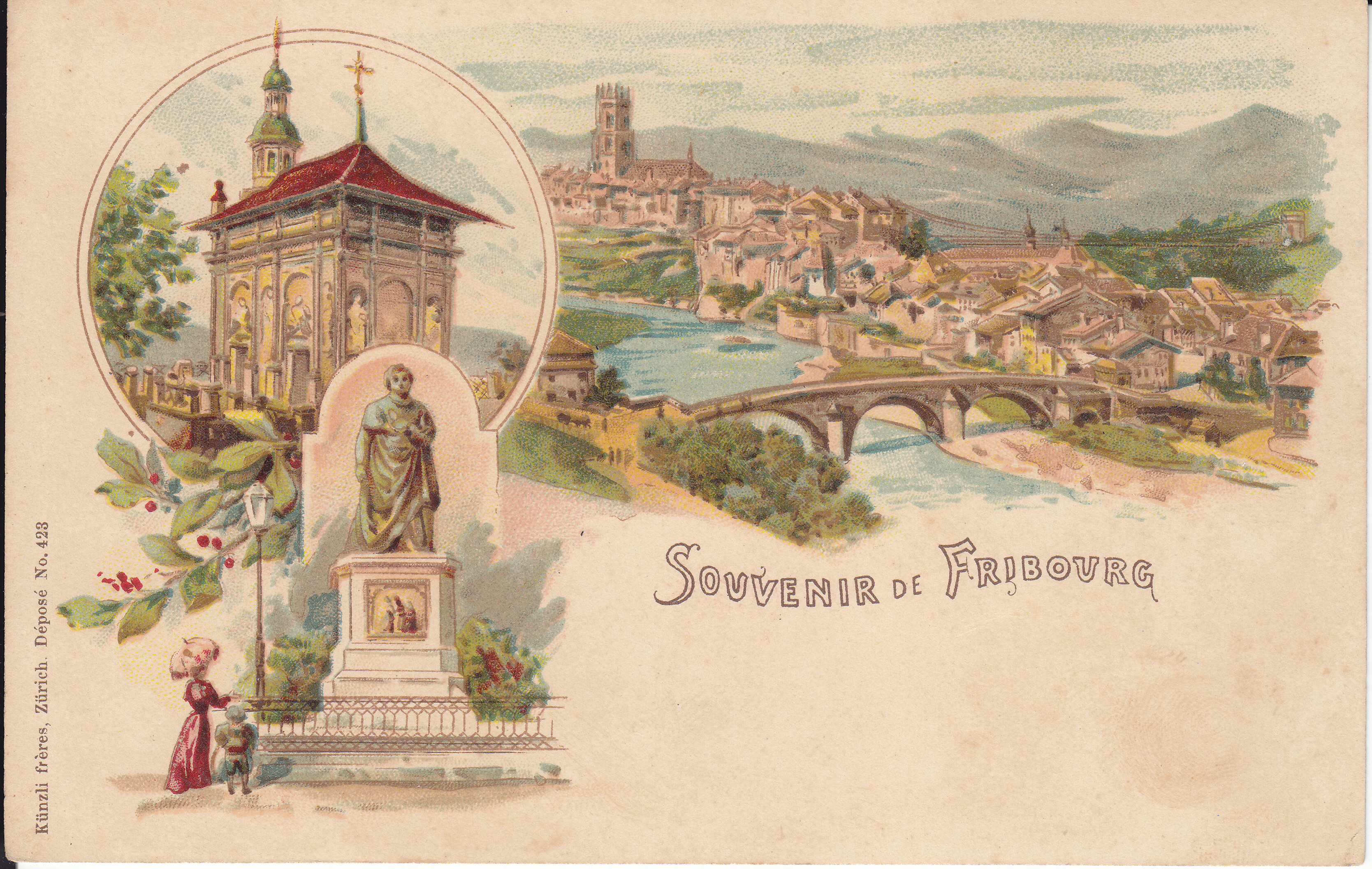
Souvenir de Fribourg, Postkarte aus dem Verlag Gebr. Künzli Zürich, Druck Müller & Trüb, Aarau

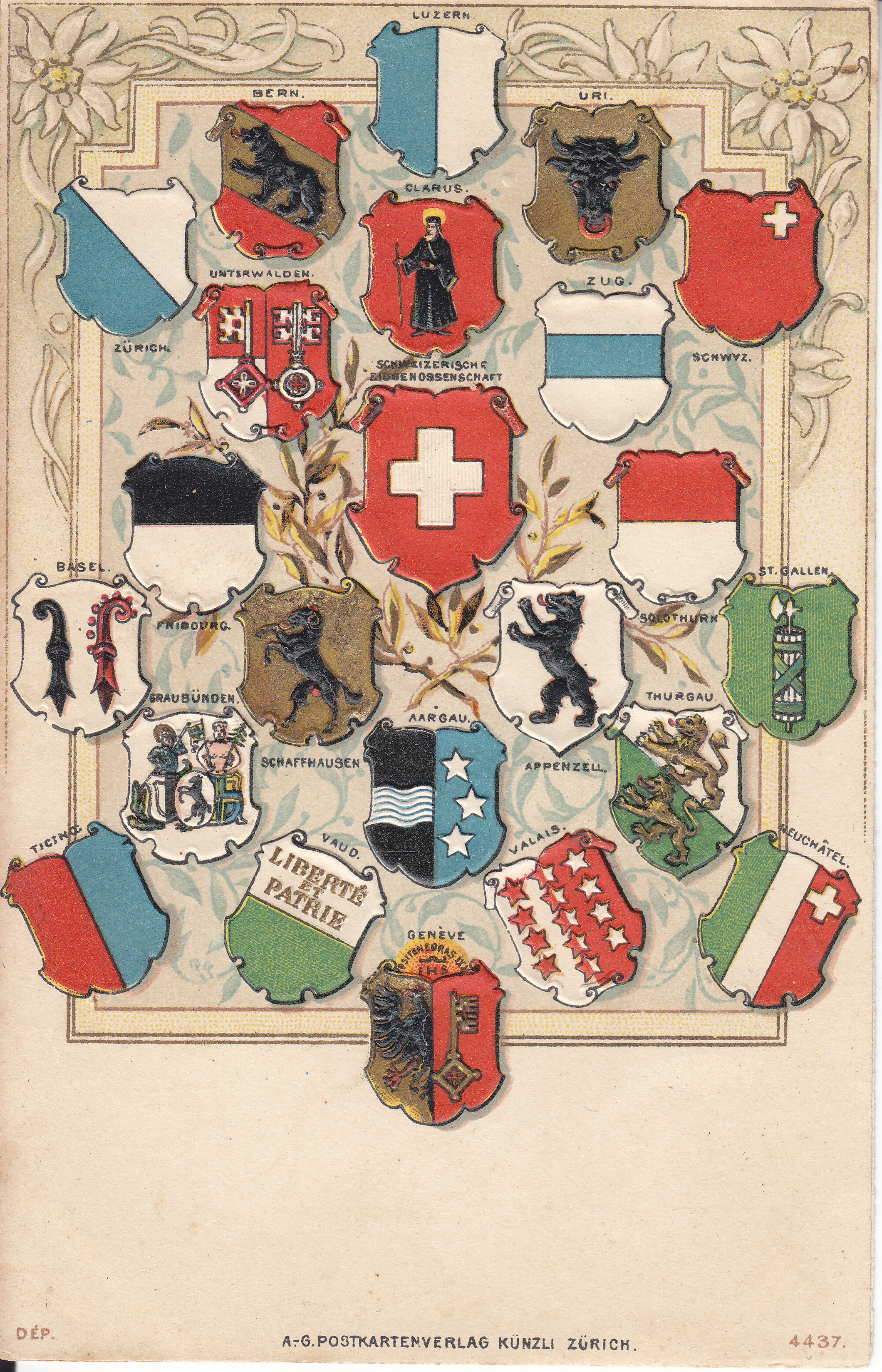
Postkarte mit Kantonswappen der Schweiz, Verlag A.-G. Postkartenverlag Künzli Zürich

Die Brüder Anton und Josef Künzli waren seit den frühen 1880er Jahren in Zürich als Kunsthändler tätig. Ab 1892 bezeichneten sie ihre Firma auch als Kunstverlag. 1897 kauften sie von der Kunstanstalt Müller & Trüb, Aarau deren gesamtes Ansichtskartensortiment, mit Karten von der Schweiz, Deutschland, Oesterreich, Italien, bis zum Orient. Die Lithografien waren in Aarau seit 1890 nach eigenen Aquarellen hergestellt worden, und auch unter dem neuen Namen Gebr. Künzli oder Künzli frères lag die Produktion weiter bei Müller & Trüb.
1899 gründeten die Brüder die A.-G. Postkartenverlag Künzli. Deren Direktor war bis 1903 Carl Künzli-Tobler. Die Firma wurde 1914 aufgelöst. Daneben publizierten sie als Gebr. Künzli, Künzli frères, Fratelli Künzli und Künzli Brothers mit diversen Niederlassungen im Ausland ebenfalls Ansichtskarten. Von 1901 bis 1906 führten sie zusätzlich die Kunstanstalt Künzli AG in Zürich.
Mit der Auflösung der A.-G. Postkartenverlag Künzli im Jahr 1914 beendeten die Gebrüder Künzli das Geschäft mit Ansichtskarten. Ihr Kunstverlag beschränkte sich fortan auf die Reproduktion von Kunstwerken. Söhne und Enkel von Anton und Joseph Künzli führten den Kunstverlag weiter bis zur Auflösung 1965.